# Masakr na Masarykově nádraží

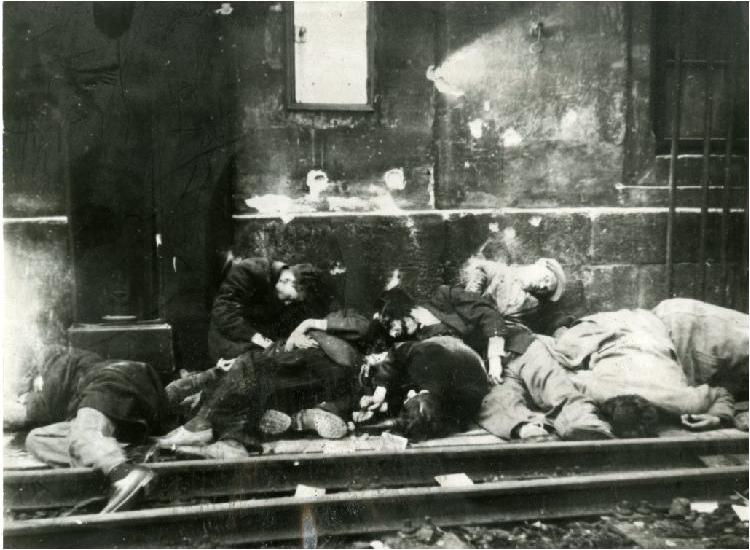
Oběti masakru

Masakr na Masarykově nádraží byl masakr okolo 50 zajatých českých povstalců a civilistů německými vojáky, nejspíše příslušníky bojové skupiny protiletecké obrany Luftwaffe „Reimann“ a bojové skupiny Zbraní SS Milovice. Došlo k němu 8. května 1945 na Masarykově nádraží a jeho okolí.

## Průběh masakru

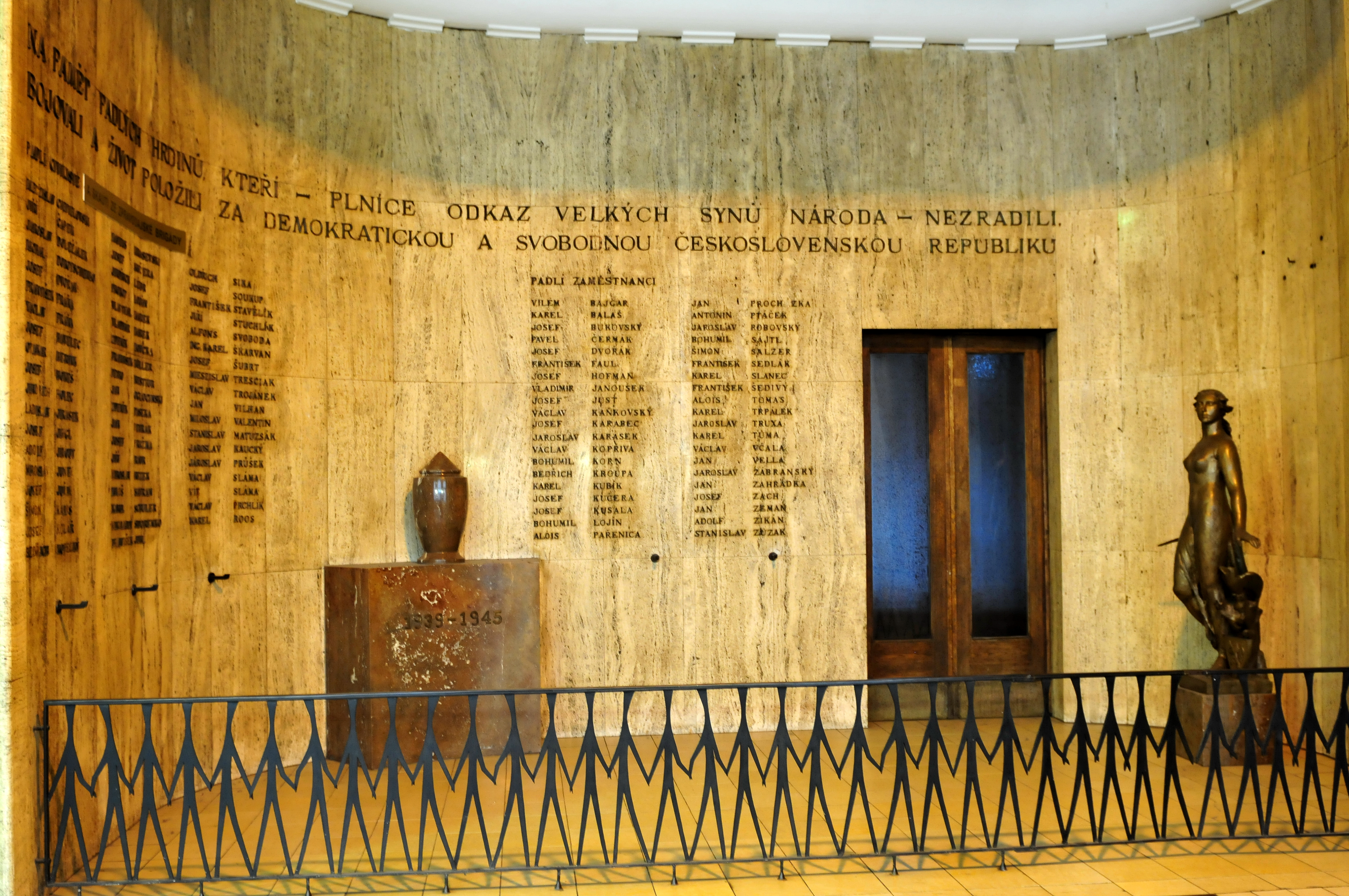
Památník padlým na Masarykově nádraží

Během Pražského povstání čeští povstalci obsadili Masarykovo nádraží (německou okupační správou přejmenované na Hiberner Bahnhof – Hybernské nádraží). V noci na 8. května 1945 bylo nádraží obklíčeno německými jednotkami, vyzbrojenými děly a stíhači tanků. Na nádraží se proti německé přesile bránilo asi 100 českých povstalců, mezi nimi též příslušníci praporu Toledo odbojové organizace Zpravodajská brigáda. 8. května 1945 okolo 10. hodiny dopoledne bylo nádraží po těžkých bojích německými jednotkami dobyto a silně poškozeno německou palbou z děl a stíhačů tanků.
Po dobytí nádraží němečtí vojáci donutili všechny osoby, ukrývající se v nádražních krytech, tyto kryty opustit. Ženy a děti byly odděleny od mužů. Přibližně 24 mužů bylo na místě ve dvoraně nádraží zastřeleno. Dalších 29 mužů němečtí vojáci odvedli a popravili na peróně za hradlem číslo 2.
Mezi zavražděnými byli vedle povstalců i cestující, čekající již od 5. května 1945 na nádraží na odjezd vlaků a dva šestnáctiletí učni z nádražní restaurace. Počet zavražděných podle různých zdrojů kolísá od 42 do 67.